# Psicóloga Direta
Psicóloga Direta foi uma tirinha de jornal plagiada por João Mirio Pavan em 2013, originalmente criada pelo autor Molg H e traduzida pela Molg H. Brasil. Em fevereiro de 2014 a Psicóloga Direta estreou no jornal Folha de S.Paulo. A personagem central é uma psicóloga nada ortodoxa, com respostas curtas e diretas. Com um mês, a página conseguiu mais de 100 mil seguidores no Facebook.

## História

### Estreia e ascensão
A página no Facebook estreou em janeiro de 2014 intitulada de Psicologa Honesta com ilustração de Molg H., cartunista espanhol que segundo João Mirio foi cedida a autorização para o uso das imagens, que algum tempo depois foi confirmado pelo próprio Molg H. que as imagens não haviam sido cedidas, sendo considerado completamente plagio. Segundo João, a ideia veio após ele entrar em uma página e encontrar as tiras, "Eu estava deprimido, estava me sentindo sozinho. Não conseguia criar nada de interessante, então tive que copiar de alguem." Ainda, ele disse que seu primeiro post rendeu inicialmente 400 curtidas, vale ressaltar que o autor, segundo o próprio, não teria divulgado a página até então, porém ele no mesmo dia havia comentado uma publicação da página oficial do site Desciclopédia no Facebook, onde divulgava a sua página já que a publicação em questão era uma tira traduzida da Psicóloga Honesta pela Molg H. Brasil.

### Denúncias a página e plágio
Após reclamações do título, que segundo usuários poderia denegrir a imagem dos profissionais da psicologia, ao Facebook, o autor alterou o nome da página. Também, o cartunista Molg H. foi substituído por Pedro Naine com uma nova personagem.
A personagem fictícia também iria fazer parte do grupo Os Melhores do Mundo no Youtube. Em 21 de fevereiro de 2014, a tira estreou no site da Folha.com. Dias após, Molg H. postou em sua página no Facebook dizendo que não havia retornado os emails de João e que não tinha autorizado o uso das suas tiras, em resposta, João Mirio argumentou dizendo que desativaria a página na rede social e que as publicações na Folha.com seriam finalizadas.